# 中居智昭
中居 智昭（なかい ともあき、1981年9月18日 - ）は、日本のラグビー指導者。ジャパンラグビーリーグワンマツダスカイアクティブズ広島のヘッドコーチを務めている。

## プロフィール
- 熊本県出身。
- ポジションはフランカー(FL)。
- 身長 186 cm、体重 98 kg
- ニックネームはきいち。
- 日本代表通算キャップ数は12。
- 日本Ａ代表に選ばれたことがある[1]。
- U19日本代表[2] やU21日本代表に選ばれたことがある。

## 略歴
15歳からラグビーを始めた。
2000年、熊本工業高校卒業後、マツダ（現・マツダスカイアクティブズ広島）に加入。
2003年、東芝ブレイブルーパス(現・東芝ブレイブルーパス東京)に加入。
2011年12月にはトップリーグ史上初となる100試合出場を達成。
2014年、東芝ブレイブルーパスのFWコーチに就任した。
2017年、マツダブルーズーマーズで現役復帰。